# 岩田裕子 (作家)
岩田 裕子（いわた ひろこ）は、日本のエッセイスト。
東京都生まれ。慶應義塾大学西洋史学科卒業後、編集者を経て、フリーライターに。宝石と妖精について中心に執筆し、1992年に日本ヴォーグ社から刊行された『冷たいジュエリ』は文庫化もされた。
2008年2月、六本木ヒルズ49階「ライブラリーエントランスショーケース」にて『「童話の中の宝石コレクション」～宝石と仲良くなるため、童話を読むという不思議～』展を企画・監修した。

## 著書
- 『バースデー花うらない366』小学館、1992年5月 ISBN 978-4092305496
- 『冷たいジュエリ』日本ヴォーグ社、1992年6月 ISBN 978-4529022064
- 『ピンクの物語 : こころがバラ色に染まる本』同文書院、1992年11月 ISBN 978-4810371161
- 『妖精のように生きてみたい』河出書房新社、1994年11月 ISBN 978-4309009506
- 『夢見るジュエリ』東京書籍、1995年11月 ISBN 978-4487754175
- 『宝石物語 : あるいは優雅なる美と狂気』大和書房、1996年1月 ISBN 978-4479010869
- 『妖精のレッスン : じぶんをみつける50のレシピ』エー・ジー出版、1998年2月 ISBN 978-4900874176
- 『冷たいジュエリ』双葉社〈双葉文庫〉、1999年11月 ISBN 978-4575711363
- 『ダイヤモンドA to Z : やさしくて残酷な魂』東京書籍、2001年1月 ISBN 978-4487795918
- 『21世紀の冷たいジュエリ』柏書房松原、2007年2月 ISBN 978-4877900717
- 『恋するジュエリ : スターが愛した宝石たち』河出書房新社、2007年10月 ISBN 978-4309269795
- 『幸せをはこぶ天然石&ジュエリー』主婦の友社、2009年1月 ISBN 978-4072634103
- 『蠱惑のジュエリ』PHP研究所、2012年　※電子書籍のみ

## 翻訳書
- デビット・カーク『ミス・スパイダーのティーパーティー』日本ヴォーグ社、1996年11月 ISBN 978-4529028066
- デビット・カーク『ミス・スパイダーのウェディング』日本ヴォーグ社、1997年10日 ISBN 978-4529028073